# Верхне-Выборгское шоссе
Автодорога Парголово — Огоньки (Верхне-Выборгское шоссе) — автомобильная дорога общего пользования регионального значения Ленинградской области, учётный номер 41А-180. Ранее допускалось использование прежнего обозначения автодороги А122, которое на основании Постановлением Правительства РФ от 9 апреля 2020 г. № 465 передано автодороге федерального значения «А-114 — Устюжна — Крестцы — Яжелбицы — Великие Луки — Невель».

## Маршрут
Автодорога является продолжением петербургского Выборгского шоссе. Формальный (по документации) начальный пункт автодороги — Парголово — находится вне пределов Ленинградской области, в составе Санкт-Петербурга.
Дорога начинается от границы Ленинградской области, проходит по территории Всеволожского района через Сертолово, Чёрную Речку до трассы А181 «Скандинавия». Далее участок шоссе идёт по Выборгскому району через Симагино, пересекается с Северным полукольцом Санкт-Петербурга (часть автодороги А181), соединяющего Приморское шоссе и А121 «Сортавала». Движение на этом участке малоинтенсивное, так как основной поток транспорта на Выборг идёт по трассе А181. Примерно через 800 метров за перекрёстком дорога оканчивается пересечением с трассой А181 у посёлка Огоньки. За ним продолжается региональной автодорогой 41К-181 «Огоньки — Стрельцово — Толоконниково», сливаясь с А181 к югу от Выборга.

## История
Исторические названия петербургского Большого Сампсониевского проспекта, проспекта Энгельса и Выборгского шоссе, а также региональных автодорог 41А-180 и 41К-181 — Выборгский тракт, Старая Выборгская дорога, Парголовская дорога.
На территории города Сертолово шоссе носит название Восточно-Выборгское шоссе.